# Камнеломка зернистая
Камнело́мка зернистая (лат. Saxifraga granulata) — вид многолетних травянистых растений рода Камнеломка (Saxifraga) семейства Камнеломковые (Saxifragaceae). Типовой вид рода. Растение впервые было описано шведским систематиком Карлом Линнеем в 1753 году в работе Species plantarum. Выращивается в культуре как декоративное. Традиционные русские названия — земляные почки, земляные ягоды, полевые мышки, овечьи орешки.

## Ботаническое описание

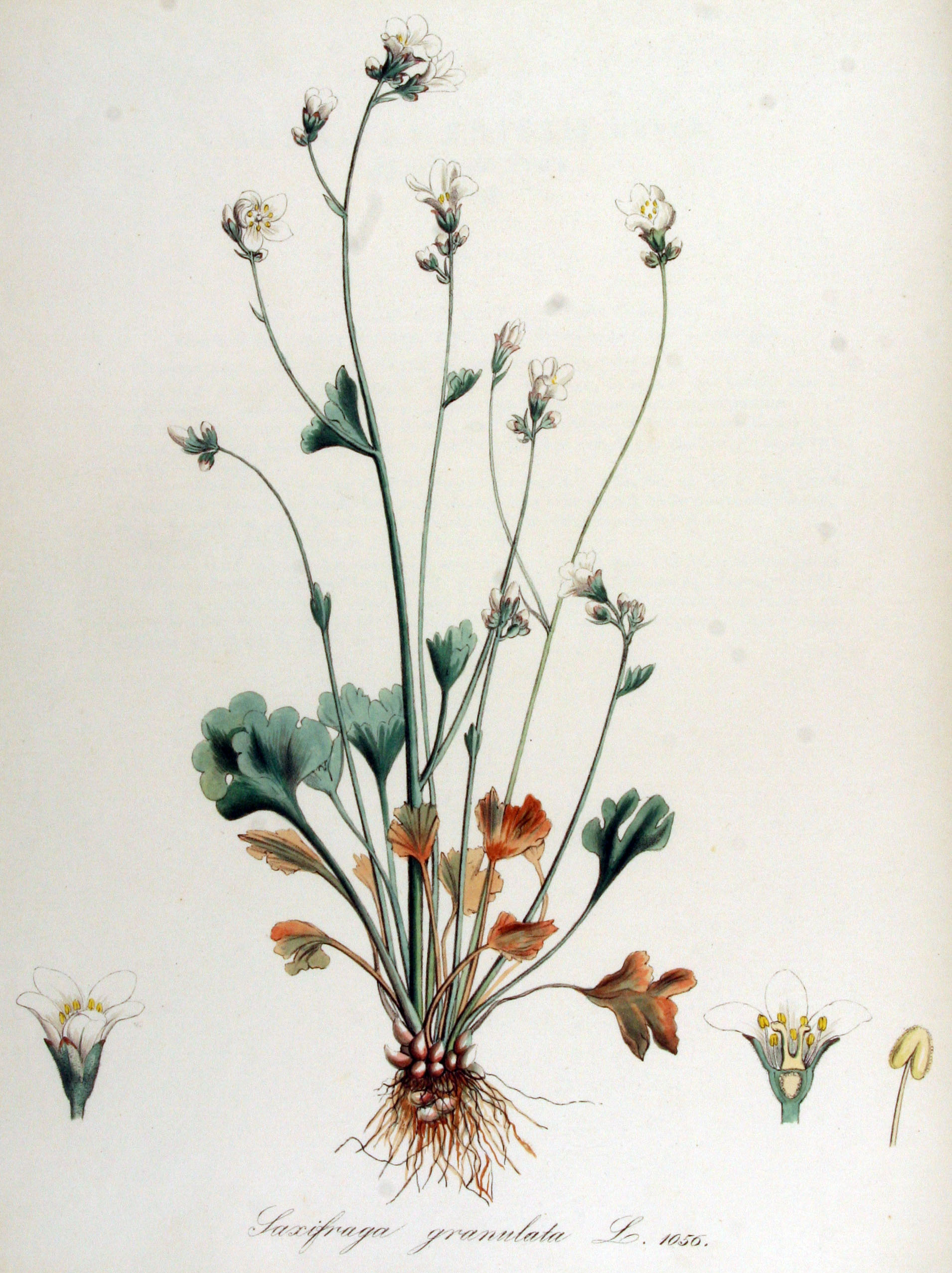
Камнеломка зернистая.

Многолетнее травянистое растение высотой 15—40 см. Стебель прямостоячий, покрытый железистыми волосками, с боковыми веточками. Прикорневые листья собраны в розетку, в основании которой имеется небольшой клубень; пластинки листьев округло-почковидные, 5—9 лопастные, длиной 1—1,5 см. Стеблевые листья сидячие, рассеченные на 3-5 узких долей, с клиновидным основанием.
Цветки белые, обоеполые, со слабым запахом миндаля, расположены в верхушечном кистевидном соцветии либо на верхушках боковых веточек. Лепестки свободные, в верхней части расширенные. Чашечка до 5 мм длиной, рассечена на ланцетные доли. Венчик длиной 10—15 мм. Тычинок 10. Плод — многосемянная коробочка. Цветет в июне, плодоносит в июле—августе.
Размножается как семенами, так и вегетативно при помощи клубеньков, образующихся в пазухах прикорневых листьев.

## Распространение и экология
Обитает на каменистых склонах и лесных полянах.
В России встречается в Ленинградской, Псковской областях, в Карелии. Вне России встречается на Пиренейском и Балканском полуостровах, в центральной части Венгрии, Западной Украины, Польши, странах Балтии, в Исландии и южной Италии, в Марокко.

## Охранный статус
В России занесена в региональные Красные книги Ленинградской и Псковской областей.
За пределами России охраняется в Финляндии и на Украине.

## Хозяйственное значение и использование
Кроме коз другими сельскохозяйственными животными не поедается.
Применялось как лекарственное средство против желтухи. Выращивается как декоративное растение.

## Классификация

### Таксономия
- Saxifraga granulata L., 1753, Sp. Pl. : 403

Вид Камнеломка зернистая включается в род Камнеломка (Saxifraga) семейства Камнеломковые (Saxifragaceae) порядка Камнеломкоцветные (Saxifragales), последовательно входящего в более крупные клады Суперрозиды → Эвдикоты → Цветковые растения. Таксономическая схема в соответствии с Системой APG IV по состоянию на июнь 2024 года:
|  |                          |  |                                   |                                   |                         |  | еще 14 семейств | еще 14 семейств |                          |  |                        |  | еще 560 подтвержденных видов и 331 вид, ожидающий подтверждения | еще 560 подтвержденных видов и 331 вид, ожидающий подтверждения |  |
|  |                          |  |                                   |                                   |                         |  | еще 14 семейств | еще 14 семейств |                          |  |                        |  | еще 560 подтвержденных видов и 331 вид, ожидающий подтверждения | еще 560 подтвержденных видов и 331 вид, ожидающий подтверждения |  |
|  |                          |  |                                   | порядок Камнеломкоцветные         |                         |  |                 |                 | род Камнеломка           |  |                        |  |                                                                 |                                                                 |  |
|  |                          |  |                                   | порядок Камнеломкоцветные         |                         |  |                 |                 | род Камнеломка           |  | 1 внутривидовой таксон |  |                                                                 |                                                                 |  |
|  | клада Цветковые растения |  |                                   |                                   | семейство Камнеломковые |  |                 |                 | Вид Камнеломка зернистая |  |                        |  |                                                                 |                                                                 |  |
|  | клада Цветковые растения |  |                                   |                                   |                         |  |                 |                 |                          |  |                        |  |                                                                 |                                                                 |  |
|  |                          |  | ещё 63 порядка цветковых растений | ещё 63 порядка цветковых растений |                         |  |                 | еще 34 рода     | еще 34 рода              |  |                        |  |                                                                 |                                                                 |  |
|  |                          |  |                                   | ещё 63 порядка цветковых растений |                         |  |                 |                 | еще 34 рода              |  |                        |  |                                                                 |                                                                 |  |

### Внутривидовые таксоны
- Saxifraga granulata subsp. graniticola D.A.Webb

### Гибриды
Известны гибриды с Saxifraga cuneata (Saxifraga × blatii) и с Saxifraga trabutiana (Saxifraga × sorianoi).

### Синонимы
- Evaiezoa granulata Raf.
- Saxifraga aemula Sennen
- Saxifraga altifida Haw.
- Saxifraga carnosa Luce
- Saxifraga corymbosa Luce
- Saxifraga elegantula Boiss. ex Ball
- Saxifraga glaucescens Reut.
- Saxifraga granulata subsp. fernandesii N.Redondo & M.Horjales
- Saxifraga granulata subsp. glaucescens (Reut.) Rivas Mart., Fern.Gonz. & Sánchez Mata
- Saxifraga lopesiana Samp.
- Saxifraga officinarum Crantz
- Saxifraga penduliflora Bastard
- Saxifraga rouyana Magnier
- Saxifraga sampaioi Rozeira